# معركة غابة هورتغن
مَعْرَكة غَابَة هورَتِغن (بالألمانية: Schlacht im Hürtgenwald)‏ عِبارة عنْ سِلسِلة منَ المَعارك الشَرِسة التي دَارَتْ رَحَاها في الفترة من 19 سِبتَمبر إلى 16 ديسَمبر 1944، بينَ القواتْ الأمريكية والألمانية على الجَبهة الغربية خِلال الحرب العالَمية الثانية، في غَابَة هورَتِغن، على مَساحة 140 كم2 حوالي 5 كم شرقِ الحدود البَلجيكية الألمانية. تُعتَبر مَعْرَكة غَابَة هورَتِغن أطول مَعركة على الأرضِ الألمانية خِلال الحَرب العالمية الثانية وأطول مَعْرَكة فَردية خاضَها الجَيش الأمريكي على الإطلاق.
كانَ الهَدف الأولي للقادة الأمريكيين من المَعركة هو تحديد القوات الألمانية في المنطقة لمنعها من تعزيز الخطوط الأمامية إلى أقصى الشمال خِلال معركة آخن، حيث كانت القوات الأمريكية تقاتل ضد شبكة خط سيغفريد للمدن والقرى الصناعية المحصنة. وَقد يكون الهدف الثانوي هو الالتفاف على خط الصَد للألمان، كانت الأهداف التكتيكية الأولية للأمريكيين هي أخذ مَدينة شميدت وتطهير مونشاون، وفي المرحلة الثانية، أراد الحلفاء التقدم إلى نهر رور كجزء من عملية الملكة.
بَينما هَدف الفيلد مارشال فالتر مودل إلى وضع الحلفاء في طريق مسدود. كان مودل يتدخل بشكل أقل في التحركات اليومية للوحدات التي تَحت امرته مما كان عليه في معركة آخن، إلا أنه ظل على علم تام بالموقف، مما أدى إلى إبطاء تقدم الحلفاء، وإلحاق خسائر فادحة، والاستفادة الكاملة من التحصينات الألمانية والتي تسمى بخط سيغفريد. كلفت غابة هورتغن الجيش الأمريكي الأول ما لا يقل عن 33000 قتيل وجريح، بما في ذلك الخسائر القتالية وغير القتالية، مع تقدير أعلى بـ 55000 ؛ بلغ عدد الضحايا الألمان 28000. سقطت مدينة آخن في الشمال في نهاية المطاف في 22 أكتوبر بتكلفة عالية للجيش التاسع الأمريكي، لكنهم فشلوا في عبور نهر رور أو انتزاع السيطرة على سدودها من الألمان. كانت المعركة مكلفة للغاية لدرجة أنها وصفت بِكونها «هزيمة من الدرجة الأولى للحلفاء».
دافع الألمان بشدة عن المنطقة لأنها كانت بمثابة منطقة انطلاق للهجوم الشتوي لعام 1944 في معركة الثغرة، ولأنها تُتعَبر الطَريق إلى سَد رور الكبير المَوجود على رأس نهر رور. فشل الحلفاء في الاستيلاء على المنطقة بعد عدة انتكاسات ثقيلة، ونجح الألمان في السيطرة على المنطقة حتى شنوا هجومهم الأخير على آردن في 16 ديسمبر وأنهى هذا هجوم هورتغن. اكتسبت معركة الثغرة اهتمامًا واسعًا عِند الصحافة والجمهور، تاركة مَعْرَكة غَابَة هورَتِغن أقل شهرة.
كانت التكلفة الإجمالية لحملة خط سيغفريد بَين القوات الأمريكية قريبة من 140.000 جُندي.

## خَلفية
بحلول منتصف سبتمبر 1944، كان مطاردة الحلفاء للجيش الألماني بعد عمليات الإنزال في نورماندي تتباطأ بسبب خطوط الإمداد الممتدة وزيادة المقاومة الألمانية. كان الهدف الاستراتيجي التالي هو التحرك صعودًا إلى نهر الراين على طول طوله والاستعداد لعبوره. كورتني هودجز قائد الجيش الأول واجهَ مقاومة شديدة عبر فجوة آخن ولاحظ وجود تهديد محتمل من قوات العدو المُتَحصن في غابة هورتغن.
وصلت فرقة المشاة الأولى الأمريكية في أوائل أكتوبر، وانضمت إلى عناصر الفيلق التاسع عشر والفيلق السابع، الذي حاصر آخن. على الرغم من أن فرقة المشاة الأولى دعت إلى استسلام الحامية الألمانية في المدينة، إلا أن القائد الألماني أوبرست جيرهارد ويلك رفض الاستسلام حتى 21 أكتوبر.
اعتقد الحلفاء أيضًا أنه من الضروري إزالة التهديد الذي يشكله سد رور، بحيث يمكن أن يطلق الألمان المياه المخزنة، مما يؤدي إلى إغراق أي قوى تتقَدم في اتجاه مجرى النهر. من وجهة نظر القادة الأمريكيين برادلي وهودجز وكولينز، كان الطريق المباشر إلى السد يمر عبر الغابة.
لم يعد بعض المؤرخين العسكريين مقتنعين بهذه الحجج، بحيث وصف تشارلز بي ماكدونالد - مؤرخ بالجيش الأمريكي وقائد سرية سابق خدم في معركة هورتغن - بأنها «... مَعركة خاطئة وغيرْ مُثمرة، بِشَكل أساسي كان يَجُب تَجَنُبها.» 

## أرض المَعركة

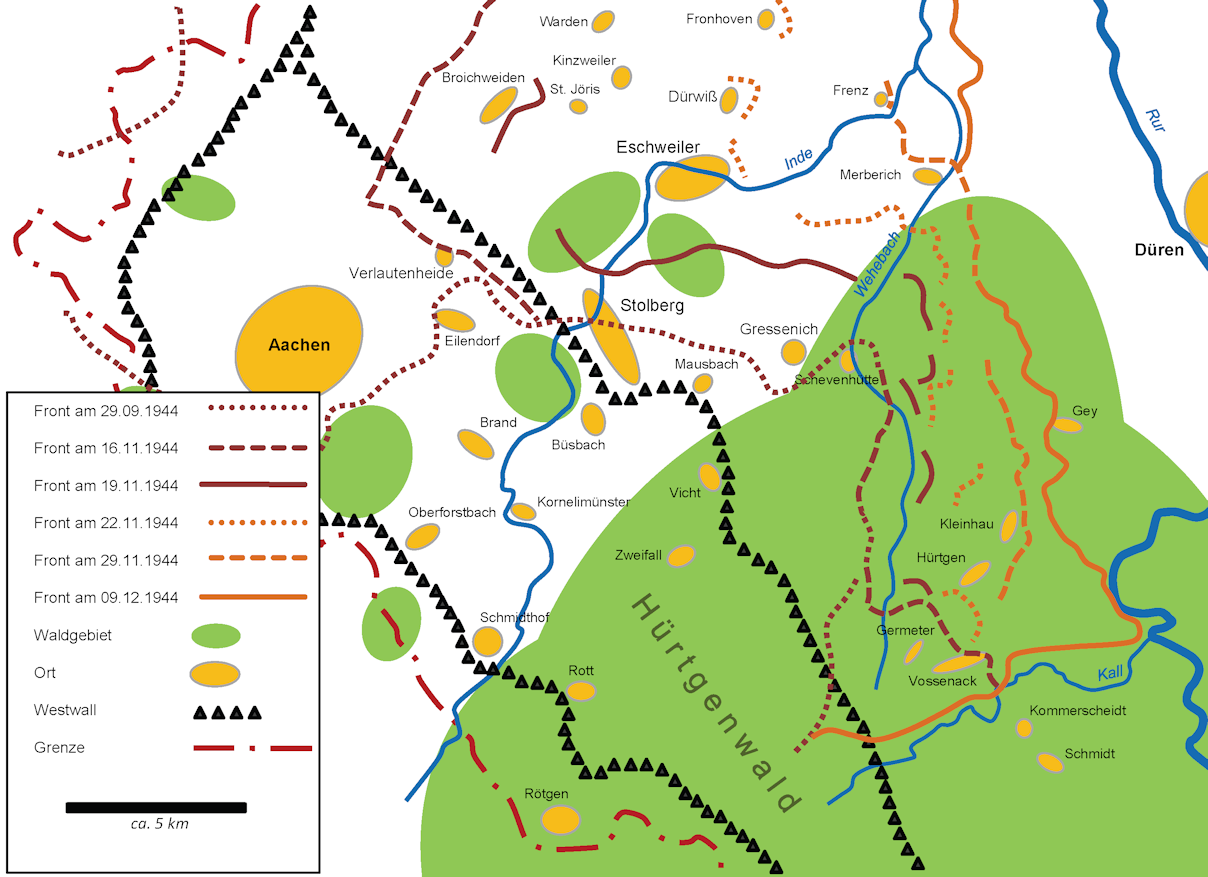
مَوقع غابة هورتغن ألى جانب خط سيغفريد.

تَقع غابة هورتغن على منطقة وعرة بين نهر رور وآخن. في خريف وأوائل شتاء عام 1944، كان الطقس باردًا ورطبًا وغائمًا، بصرف النظر عن سوء الأحوال الجوية، كانت الغابة الكثيفة والتضاريس الوعرة تَحول دون الاستخدام المناسب لتفوق الحلفاء الجوي، الأمر الذي وجهَ صعوبات كبيرة في تحديد أهداف العَدو. تَنقَسم الغابة الصنوبرية الكثيفة بعدد قليل من الطرق والمسارات ومصدات الحرائق؛ مِما جَعلَ حركة المركبات مقيدة. أصبحت الظروف على الأرض مستنقعًا موحلًا، مما زاد من إعاقة حركة مرور المركبات، وخاصة المركبات الثقيلة مثل الدبابات.

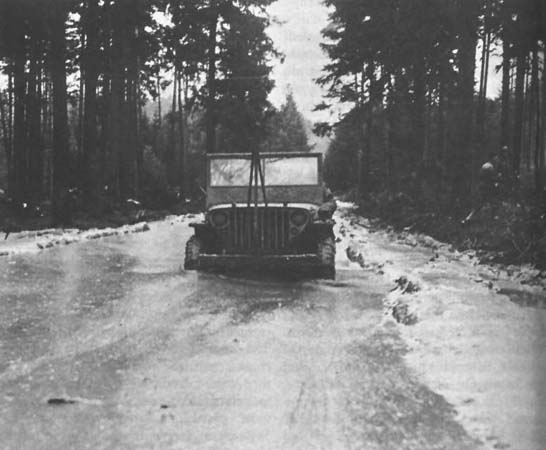
جيب أمريكية في بَحر من الطين في غابة هورتغن.

كان المدافعون الألمان قد أعدوا المنطقة بحواجز مرتجلة وحقول ألغام وأسلاك شائكة وشراك مفخخة مخبأة بالطين والثلج. كان هناك أيضًا العديد من المخابئ الخرسانية في المنطقة، ينتمي معظمها إلى الدفاعات العميقة لخط سيغفريد، والتي كانت أيضًا مراكز مقاومة. سمحت الغابة الكثيفة بالتسلل والهجمات المحيطة، وكان من الصعب أحيانًا إنشاء خط أمامي أو الوثوق في أن منطقة ما قد تم تطهيرها من العدو. كما سمحت الأعداد الصغيرة للطرق في الغابة لفرق المدافع الرشاشة وقذائف الهاون والمدفعية الألمانية بتحديد مدى أسلحتها وإطلاق النار بدقة، وبالتالي تقلصت الميزة الأمريكية في الأرقام والدروع والتنقل والدعم الجوي بشكل كبير بسبب الطقس والتضاريس. 
كما حدت التضاريس الحرجية الكثيفة من استخدام الدبابات ووفرت غطاءً للفرق الألمانية المضادة للدبابات المجهزة بقاذفات يدوية من طراز بانزر فاوست. صنع الحلفاء قاذفات صواريخ بدائية الصنع باستخدام أنابيب الصواريخ من الطائرات ومقطورات الجيب الاحتياطية. في وقت لاحق من المعركة، ثبت أنه من الضروري تفجير طرق الدبابات عبر الغابة. وبالمثل، كان النقل محدودًا بسبب الافتقار إلى الطرق، في الأوقات الحرجة، ثبت أنه من الصعب تعزيز أو إمداد وحدات الخطوط الأمامية أو إجلاء القتلى والجرحى.
واجهت الألمان نفس الصعوبات، وتفاقمت لأن فرقهم قد تكبدت بالفعل خسائر فادحة في الانسحاب عبر فرنسا وامتلأت على عجل بالأولاد غير المدربين والرجال المسنين، الذين غالبًا ما يكونون غير لائقين للخدمة العسكرية العادية. كما شكلت المواصلات مشكلة بسبب الطرق الصعبة وقلة الشاحنات والوقود. كان لابد من التعامل مع معظم الإمدادات بخشونة إلى الخطوط الأمامية. ومع ذلك، على الرغم من تزايد أعداد البدائل التي تفتقر إلى الخبرة، كان المدافعون الألمان يتمتعون بميزة في أن قادتهم والعديد من جنودهم كانوا يقاتلون لسنوات وتعلموا التكتيكات اللازمة للقتال بكفاءة في الشتاء ومناطق الغابات، بينما كان الأمريكيون في كثير من الأحيان عَديمي الخبرة.

## المعركة

### الطور الأول

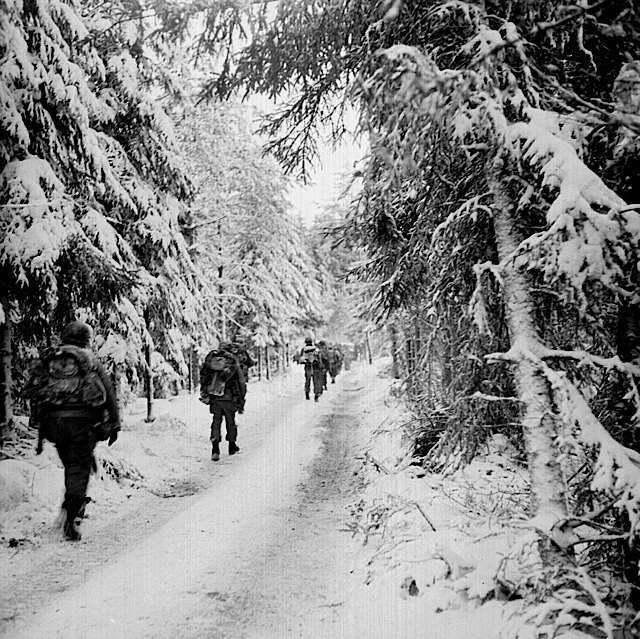
فريق فوج المظلات 517 الامريكي في غابة هورتغن.

كان الهدف النهائي لفرقة المشاة التاسعة هو عبور نهر رور في دورين. في 16 سبتمبر 1944، استولى فوج المشاة السابع والأربعون على شيفينهوت،  الواقعة على الأطراف الشمالية للغابة، مع وقوع إصابات قليلة. فاجأ الهجوم المُنقسم الألمان، لكنه افتقر إلى القوة للمضي قدمًا حيث كان اثنان من أفواجهم ملتزمين بالجنوب. قوبلت الهجمات على سلسلة جبال هوفان وما حولها من قبل فوجي المشاة 39 و 60 بمقاومة شديدة وتم ردها. استولت الكتيبتان الأولى والثانية من الفرقة 39 على لامرسدورف، لكنهما لم تستطع طرد الأعداء الراسخين في الغابة خلف القرية؛ تكبدت الكتيبة الثالثة خسائر فادحة بمهاجمة التل 554 بالقرب من لامرسدورف. في هذه الاشتباكات المبكرة، كانت فرقة المشاة التاسعة غير قادرة على إخراج الألمان من محيط الغابة، وقررت دفعها إلى الشمال الشرقي والاستيلاء على هورتغن وكلينهاو.
بدأ الاشتباك في 19 سبتمبر 1944. دخلت القوات الغابة نحو هدفها، ولكن تم ردها من قبل التضاريس والقوات الألمانية المُتمركزة في مواقع معدة. في 5 أكتوبر، هاجمت أفواج المشاة 39 و 60 بلدة شميدت بينما احتفظت الفرقة 47 بموقع دفاعي. تم قطع طريق مونشاو بسرعة، ولكن تم إبطاء كلا الفوجين بسبب الدفاعات وتكبدوا خسائر كبيرة، بحيث خَسرت الكتيبة الثانية 60 ثلث قواتها بعد اليوم الأول. تم إيقاف الدورة التاسعة والثلاثين في وايت وي كريك؛ كانت هناك مشاكل بسبب الممرات الضيقة، وكثافة الأشجار، وأطلاق النار المُستمر من قبل الالمان. كان الإخلاء والإمداد صعبًا أو مستحيلًا. بحلول 16 أكتوبر، تم كسب 2700 م بتكلفة 4500 جُندي. وصلت فرقة المشاة الثامنة والعشرون - إحدى وحدات الحرس الوطني في ولاية بنسلفانيا - في 16 أكتوبر، لتخفيف الضَغط عن الفرقة التاسع.
تم تعزيز الفرقة 28 بكتيبة الدبابات 707 المرفقة، والدعم الجوي. من بين أفواجها الثلاثة، تم نشر واحد لحماية الجناح الشمالي، والآخر لمهاجمة جيرميتر، والثالث للسَيطرة على مدينة شميدت والتي كانت الهدف الرئيسي. كانت المنطقة ذات تضاريس رهيبة. لم تكن التضاريس مناسبة للدبابات، على الرغم من الحاجة المُلحة إلى دروع لدعم المشاة.

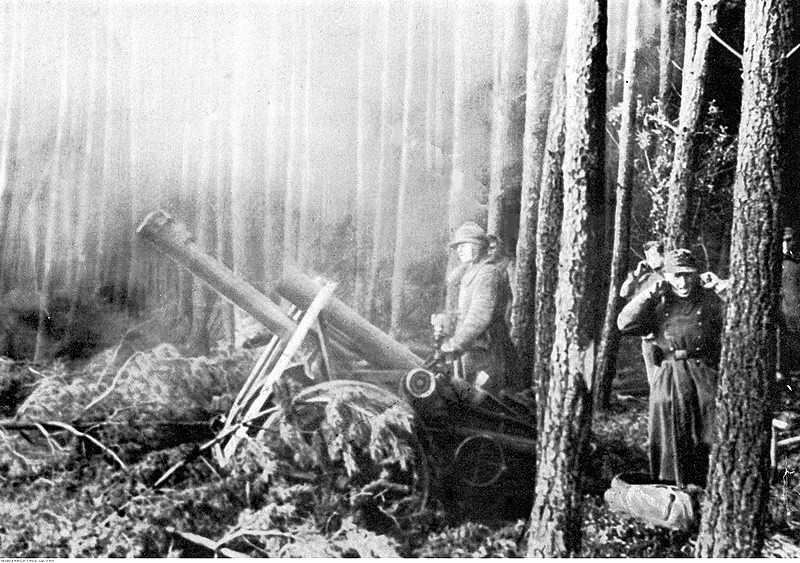
سلاح مشاة ألماني يطلق النار دفاعًا ضد هجوم أمريكي في 22 نوفمبر 1944 في غابة هورتغن.

بدأ هجوم الفرقة 28 في 2 نوفمبر، كان المدافعون يتوقعون ذلك وكانوا جاهزين. تم إعاقة فوج المشاة 109، المكلف بالاستيلاء على الغابة شمال جيرميتر، على بعد 270 م بواسطة حقل ألغام غير متوقع، تم أيقاف تَقدم الفوج بقذائف الهاون والمدفعية ومضايقاته من قبل الهجمات المضادة. تم اكتساب 1.6 كم بعد يومين، وبعد ذلك حفر فوج المشاة الـ 109 الخَنادق وعَسكر مُتَحملاً الإصابات. كانت الأراضي التي سَيطر عليها فوج المشاة 109 خلال هذا الهجوم هيَ كل الأرض التي سَيُسيطرون عليها أثناء المعركة. كان على فوج المشاة 110 إزالة الغابات بجوار نهر كال، والاستيلاء على سيمونسكال، والحفاظ على طريق الإمداد للتقدم على شميدت. مرة أخرى، كانت هذه مهام صعبة للغاية بسبب الطقس، والدفاعات المعدة، والمدافعين المصممين، والتضاريس. منع الطقس الدعم الجوي التكتيكي حتى 5 نوفمبر.
استولى فوج المشاة 112، المهاجم من جيرميتر، على فوسيناك والتلال المجاورة بحلول فترة ما بعد الظهر. ثم تم إيقاف الكتيبة الأولى 112 بسبب الدفاعات القوية والتضاريس الصعبة. تحركت الكتيبتان الأولى والثالثة من الفرقة 112 عبر وادي كال واستولت على كومرشيدت وشميدت، على التوالي، في 3 نوفمبر. تم قطع طريق الإمداد الألماني إلى مونشاو، لكن الإمدادات الأمريكية والتعزيزات وعَمليات الإخلاء كانت محدودة للغاية حيث كان مسار طَريق كال صَعب التضاريس وَقد تم اختراقه من قبل الألمان.
في فجر يوم 4 نوفمبر، شنَ الالمان هجوماً مضاد من دبابات فرقة بانزر 116 وتَمَ تطويق قوات من فرقة المشاة 89 بسرعة مما أدى إلى طرد الكتيبة الثالثة من شميدت، ولم يتمكنوا من الهجوم المضاد. تفككت الكتيبة بعد قصف متواصل وهجوم عنيف من فرقة بانزر 116 وفر بعض الرجال دون قصد إلى الشرق ليتم القبض عليهم من قبل الألمان. تراجعت بقية الكتيبة إلى كومرشيدت للانضمام إلى الكتيبة الأولى 112. إدراكًا لخطورة الموقف، حاول ثمانية دبابات من طراز إم 4 شيرمان، من كتيبة الدبابات 707 عبور طَريق كال، لكن ثلاثة منهم فقط تمكنوا من العبور لدعم الفرقة 112 المحاصرة.
هاجمت فرقة بانزر 116 مرة أخرى بالدبابات والمشاة عدة مرات. دمرت الدبابات الأمريكية، جنبًا إلى جنب مع المشاة والدعم الجوي، خمس دبابات ألمانية من طراز بانزر-4. في فوسيناك، تم إجبار الكتيبة الثانية 112 على الخروج من المدينة في 6 نوفمبر من قبل هجوم مضاد ألماني شرس، ولكن بمساعدة المهندسين تَمَكنوا من استعادة الجزء الغربي من المدينة. صمد الأمريكيون عبر طَريق كال في كومرشيدت حتى 8 نوفمبر، عندما صدر الاوامر بالانسحاب. تم التخلي عن المواقع في شميدت وطريق كال. لم يكن حتى فبراير 1945 أن استولت الفرقة 82 المحمولة جواً بشكل دائم على طَريق كال وشميدت.
تفاوض طبيب الفوج الألماني، الكابتن غونتر شتوتجن، على وقف غير رسمي لإطلاق النار مع الأمريكيين عند جسر كال في الفترة من 7 إلى 12 نوفمبر، من أجل رعاية الجرحى من كلا الجانبين، والذين بلغَ عددهم الآلاف. أنقذ المسعفون الألمان حياة العديد من الجنود الأمريكيين.

### المرحلة الثانية

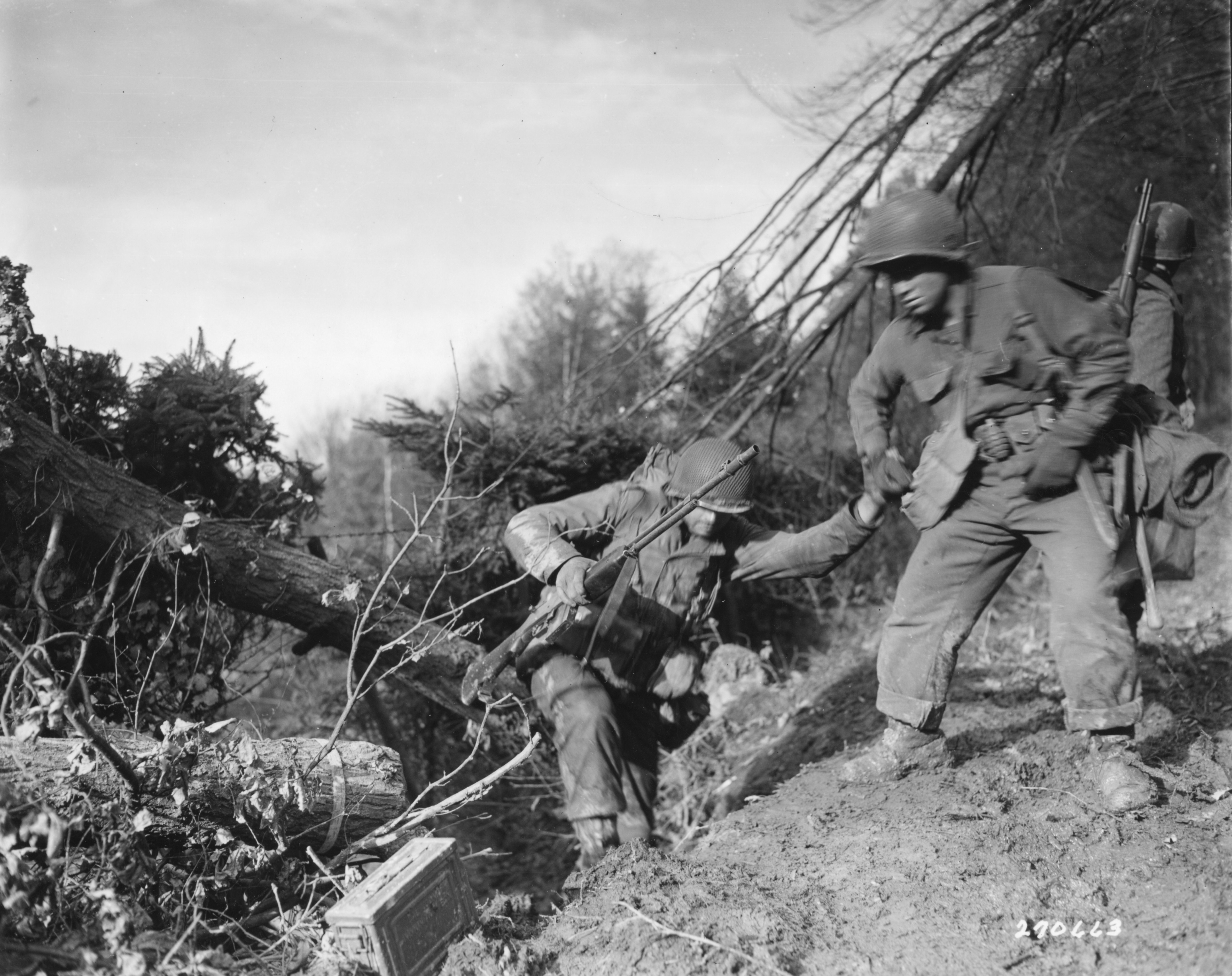
مُشاة من الجَيش الامريكي اثناء التَقدم في غابة هورَتِغن.

كانت المرحلة الثانية من مَعْرَكة غَابَة هورَتِغن جزءًا من عملية الملكة، ودفع الحلفاء إلى نهر رور. في هذه المرحلة، كانت وظيفة فرقة المشاة الرابعة من جَيش الولايات المتحدة هي تنظيف النصف الشمالي من الغابة، والاستيلاء على هورَتِغن والتقدم إلى نهر رور جنوب دورن. اعتبارًا من 10 نوفمبر، ستكون هذه مسؤولية الفيلق السادس. كانت الفرقة الرابعة الآن ملتزمة تمامًا بهورَتِغن، على الرغم من أن فوج المشاة الثاني عشر كان قد تم إبعاده بالفعل عن عمله في شميدت، تاركًا فقط فوجين فعالين تمامًا لتحقيق أهداف الفرقة. عُارض الفيلق السابع من قبل القوات الألمانية، بشكل رئيسي من قِبل الفيلق LXXXI ، الذي يتكون من ثلاثة أقسام ضعيفة القوة. في هورَتِغن، كان هناك فرقة المشاة 275 المُتكونة من 6500 رجل مع 150 قطعة مدفعية تمَ أعدادُها جيدًا.

تقرير أمريكي يصف ما حدث: 
هاجم الفيلق السابع (الأمريكي)، الجيش الأول في 16 نوفمبر 1944، لتطهير غابة هورَتِغن ومسار الجيش الأول إلى نهر رور. بعد قتال عنيف، في المقام الأول من قبل فرقة المشاة الرابعة، توقف هجوم الفيلق السابع. تم تَكليف الفَيلق الخامس في 21 نوفمبر 1944 بالهجوم، تمكن الفَيلق الخامس من الاستيلاء على هورَتِغن بعد قتال عنيف في 28 نوفمبر 1944.

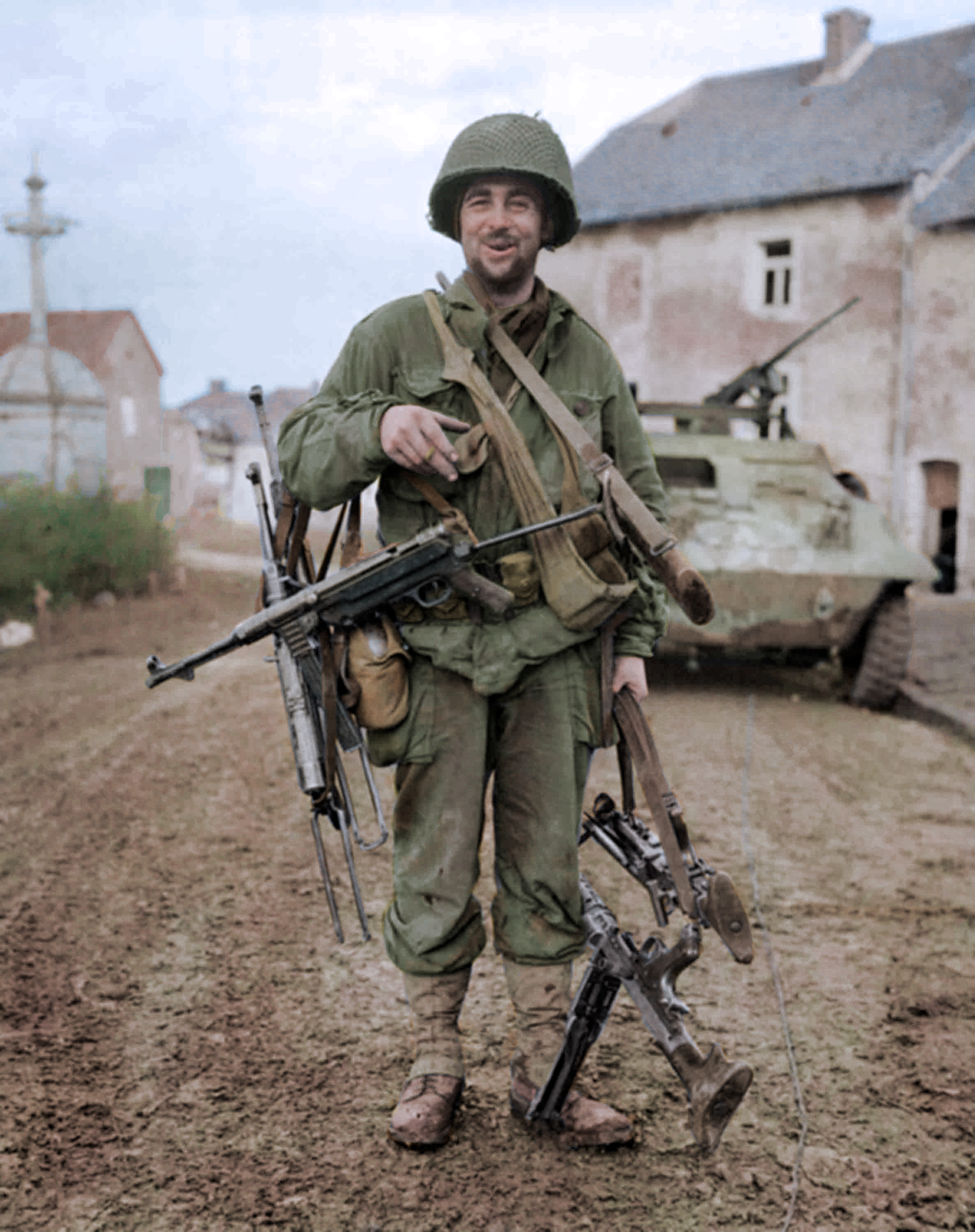
جُندي أمريكي غانماً مَجموعة من الاسلحة الالمانية (3 إم بي 40، إم جي-34، إم جي-42) بعد الاستيلاء على دورن أثناء معركة غابة هورَتِغن أواخر عام 1944.

بدأ الهجوم في 16 نوفمبر / تشرين الثاني. هاجمت كتيبتا المشاة في أعمدة متوازية: الثامن على طول الحافة الشمالية للغابة باتجاه دورن، والجزء الثاني والعشرون جنوبًا بالتوازي، كانت الأجنحة المفتوحة تدعو للتسلل. كانت التكتيكات مماثلة في أماكن أخرى في هورتغن قد «دَعت ألى كارثة».
تَعَرضت هجمات فوج المشاة الثامن إلى مقاومة شديدة وتم صدها بخسائر فادحة. فشل الفريق الثاني والعشرون في الاستيلاء على تَلة ذيل الغراب، حيث تعرضوا للقَصف من قبل مدافع رشاشة ثقيلة ونيران المدفعية على طول فترات الهجوم. بعد ثلاثة أيام، كان هناك 300 جُندي قَتيل، بما في ذلك العديد من الضباط.
بِحلول 18 نوفمبر، اعتبرت الدبابات ضرورية، لذلك قام المهندسون بتفجير طرق للدبابات عبر الغابة. ظلت الاتصالات واللوجستيات مشكلة، لذلك توقف الهجوم في اليوم التالي للسماح بإعادة الإمداد وإجلاء الجرحى. وصلت التعزيزات الألمانية من فرقتي المشاة 344 و 353 وتَصلبت المقاومة أكثر.
عادت المسؤولية إلى الفَيلق الخامس، وفي 21 نوفمبر، هاجمت الفرقة الثامنة وادي فايسرفي، واستمرت بالتَقَدُم نحو غابة هورَتِغن. أصاب فوج المشاة 121 الدفاعات الثقيلة على الفور. على الرغم من الدعم المدرع من قِيَل كتيبة الدبابات العاشرة، فإن التقدم اليومي كان أقل من 550 م. تم أخذ هورَتِغن في 29 نوفمبر واستمرت المعركة إلى كلاينهاو، على بعد ميل واحد.
كان الإجراء النهائي في غابة هورَتِغن في مُقاطَعت لانجيرويهي ميرود، على الحافة الشمالية الشرقية للغابة. استولت فرقتان أمريكيتان على القرية، لكن تم تدميرهما لاحقًا في هجوم مضاد ألماني. قُتل أكثر من 300 جندي من فرقة المشاة الأولى في 29 و 30 نوفمبر 1944. في وقت لاحق ، ذكر التقرير اليومي السري للقيادة العليا للجيش الألماني في 27 نوفمبر أنه في مُقاطَعت لانجيرويهي القديمة ، انتصر جيش (العدو) على التضاريس.

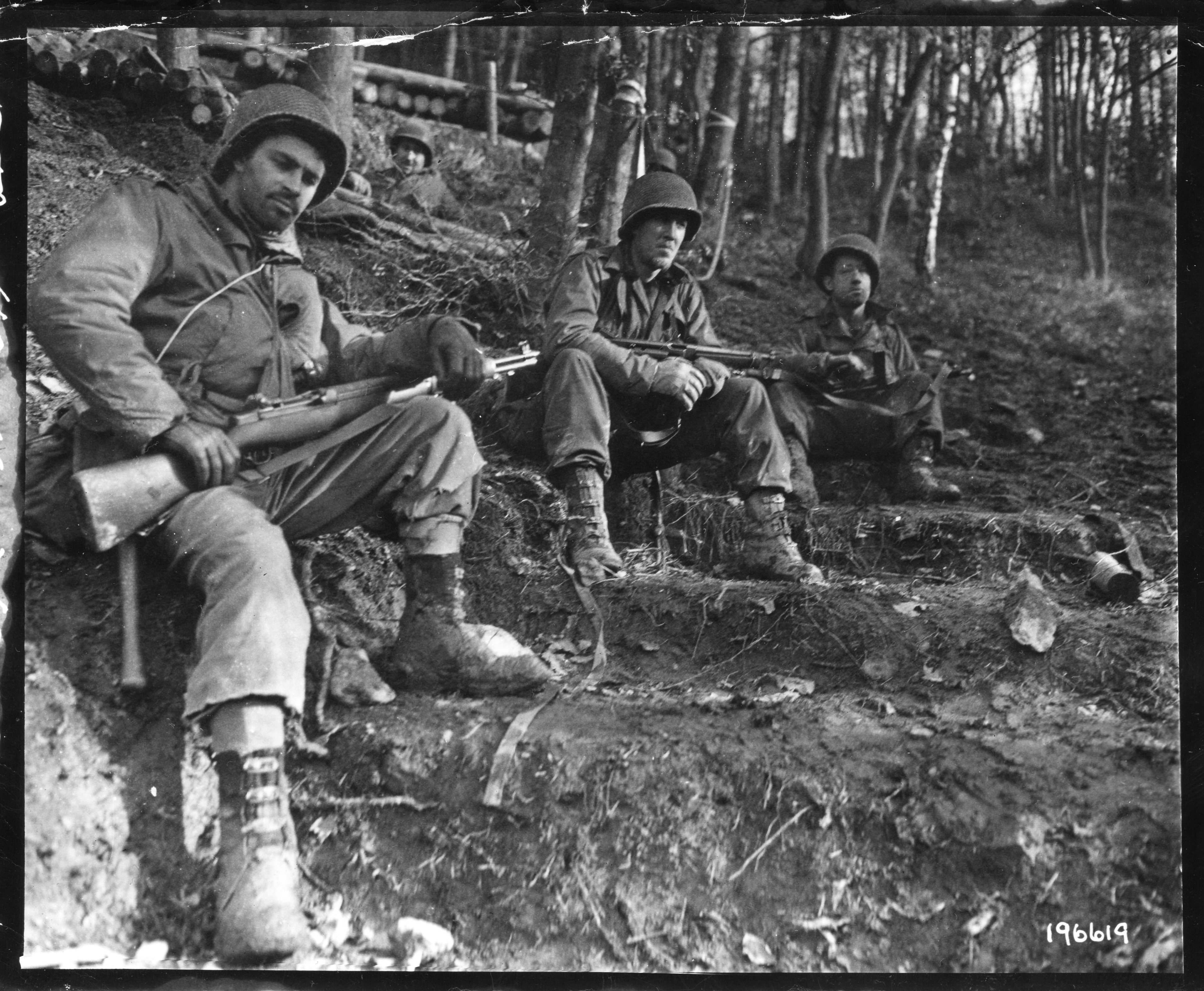
جنود مشاة مرهقون من الجَيش الامريكي يأخذون قسطًا من الراحة على منحدر في غابة هورتغن في ألمانيا.

ثم تقدمَ عناصر من فرقتي المشاة الثامنة والثامنة والعشرين إلى براندنبرغ. الفرقة الثامنة والعشرون - تمامًا مثل الفرقة التاسعة قبلها (وفرقة المشاة الرابعة ، التي ستعفي الفرقة الثامنة والعشرين) - تكبدت أيضًا خسائر فادحة أثناء إقامتها في غابة هورتغن. في 14 نوفمبر ، وصلت كتيبة الحرس الثاني لإغاثة عناصر فوج المشاة 112. في 6 ديسمبر ، تحركت كتيبة الحرس على بيرجشتاين ، ثم سَيطرو على موقع التل 400 الاستراتيجي التابع للقوات المدافعة من فوج غرينادير 980 التابع للفرقة 272 فولكسغرينادير. بعد ذلك بوقت قصير ، في 12 ديسمبر ، استولت القوات الأمريكية على بلدتي جي وستراس. في اليوم الأخير من معركة هورتغن ، استعاد الألمان التل من الفوج الثالث عشر الذي حل محل كتيبة الحرس. لن يستولي الجيش الأمريكي على التل 400 مرة أخرى حتى فبراير 1945.
في الفترة من 1 إلى 12 ديسمبر ، قامت أفواج المشاة 309 و 310 و 311 التابعة لفرقة المشاة الثامنة والسبعين («البرق») بإعفاء عناصر فرقة المشاة الأولى في الصف بالقرب من إنتنبفوهل. في 13 ديسمبر ، اقتحمت هذه الأفواج المُدن سيمراث ، ويتزر ، وبيكيراث بألمانيا ، وكانت تقاتل في معركة كيسترنيتش ضد فرقة فولكسغرينادير 272 عندما شن الجنرال غيرد فون روندستيدت هجومه المضاد في منطقة مونشاو. في 15 ديسمبر ، تم القضاء على الكتيبة الثانية 309 مشاة عندما هاجمت الفرقة 272 فولكسغريناديرس المضاد واستعادت كيسترنج. كَونهم عرفوا أنه من خِلال السَيطرة على مرتفعات كيسترنج يمكن للأمريكيين اكتشاف زيادة القوات الَتي كانت تَستعد للهجوم على أردين وبالتالي وضع المدفعية هناك لإطلاق النار على القوات الألمانية المتقدمة.
أدت العمليات العسكرية في خط سيغفريد حتى 15 ديسمبر وحده إلى مقتل أو إصابة أو أسر أكثر من 250.000 جندي من كلا الجانبين. الولايات المتحدة الجَيش الأول والتاسع تكبد 57,039 قتيلاً (قتلى ، جرحى ، أسرى ، مفقودون أثناء القتال)؛ 71,654 ضحية غير قتالية ، أي من الحوادث والأمراض مثل الالتهاب الرئوي، قدم الخندق، قضمة الصقيع، والصدمات. يُفترض أن تكون خَسائر القوات المسلحة الألمانية 12000 قتيل و 95000 أسير (موثق) وعدد غير معروف من الجرحى. 
في 16 ديسمبر 1944، بدأت القوات الألمانية هجوم آردين ، المعروف أكثر باسم مَعركة الثَغرة ونتيجة لذلك انتهى القتال في هورتغن.

## ما بَعد الواقعة

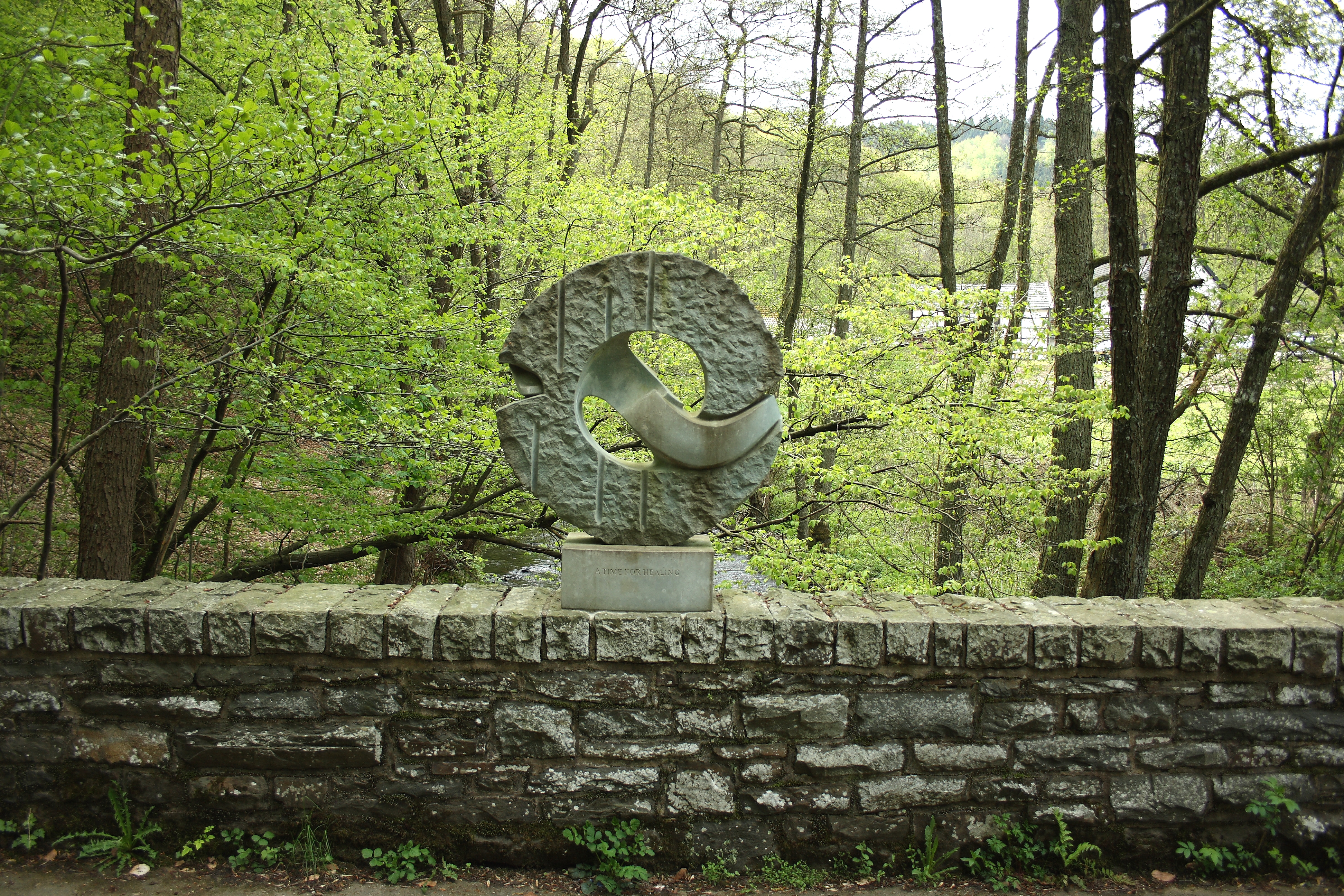
نَصب مَعْرَكة غَابَة هورَتِغن على جسر كال.

انتَهت مَعْرَكة غَابَة هورَتِغن بانتِصار دِفاعي ألماني وكان الهجوم بأكمله فشل ذريع للحلفاء. عانى الأمريكيون 33000 ضحية خلال المعركة والتي تراوحت بما يصل إلى 55000 ضحية ، بما في ذلك 9000 خسارة غير قتالية والتي مثلت نسبة 25 بالمائة من الخسائر. عانى الألمان أيضًا من خسائر فادحة مع 28000 ضحية - العديد منهم كانوا غير مقاتلين وأسرى حرب.
فاجأ هجوم آردين الألماني المفاجئ قوات الحلفاء على حين غرة. هاجم الألمان بما يقرب من 30 فرقة. بما في ذلك فرقة لايبشتاندارته وفرقة داس رايخ وفرقة هتلريوجند، مع وجود أقصى نقطة شمالية جبهة القتال متمركزة في مونشاو. عَملَ الالمان ثَغرة بارزة في الخطوط الأمريكية بعمق حوالي 100 كم في أقصى مدى لها. ومع ذلك ، لم يقترب الألمان من هدفهم الأساسي ، وهو الاستيلاء على أنتويرب. توقف هجوم آردن تمامًا في أوائل يناير ، عندما تم أيقاف القوات الألمانية في الكتف الشمالي من الثَغرة من قبل دفاع أمريكي قوي ، وتدمير الجسور من قبل المهندسين الأمريكيين ، ونقص الوقود.
في أوائل فبراير ، هاجمت القوات الأمريكية عبر غابة هورتغن للمرة الأخيرة. في 10 فبراير 1945، استولت القوات الأمريكية على سد رور ولم يتم تطهير الغابة نفسها حتى يوم 17 عندما وصلت الفرقة 82 المحمولة جواً إلى نهر رور.

## المَراجع
1. 1 2  Zabecki p. 1537
2. ↑  MacDonald (1984), p. 594
3. ↑  Zaloga (2007), p. 91
4. ↑  Bergstrom p. 42
5. ↑  Owens، Emiel W. (2 أغسطس 2006). Blood on German Snow: An African American Artilleryman in World War II and Beyond. ص. 58. ISBN:9781585445370. مؤرشف من الأصل في 2022-12-28.
6. ↑  Miller (1995) p. 188
7. ↑  Regan, More military blunders, p.178.
8. ↑  Whiting, Battle of Hurtgen Forest, pp.xi-xiv, 271–274.
9. 1 2 3  MacDonald, Charles B. Siegfried Line Campaign. (1984). Center of Military History, United States Army. Pages 454, 468–469.
10. ↑  Whiting p. 274
11. ↑  MacDonald, Charles B. The Siegfried Line Campaign. Ch. 27.
12. ↑  Whiting، Charles (1976). Bloody Aachen. New York: Stein and Day. ISBN:0812820903. OCLC:2188959. مؤرشف من الأصل في 2022-04-02. {{استشهاد بكتاب}}: تأكد من صحة |isbn= القيمة: checksum (مساعدة)
13. 1 2  Neillands، Robin (2005). The Battle for the Rhine 1945. London: Orion Publishing Group. ISBN:0-297-84617-5.
14. ↑  MacDonald، Charles B. (1963). The Siegfried Line Campaign. Washington D.C.: Center of Military History. United States Army. ص. 80.
15. ↑  Miller (1995) p70
16. ↑  Miller (1995) p83-84
17. ↑  Marcy Sanchez Fort Bliss Bugle (03 March 2018) WBAMC’s Troop Command welcomes new CSM, p.7 نسخة محفوظة 2020-07-26 على موقع واي باك مشين.
18. ↑  Konejung Stiftung: Kultur نسخة محفوظة 2018-10-04 على موقع واي باك مشين.
19. ↑  "CSI Battlebook" (PDF). dtic.mil/. 1984. مؤرشف من الأصل (PDF) في 2017-03-03. اطلع عليه بتاريخ 2007-02-03.
20. ↑  Fabianek، Paul (2012). Folgen der Säkularisierung für die Klöster im Rheinland – Am Beispiel der Klöster Schwarzenbroich und Kornelimünster. Aachen: BoD. ISBN:978-3-8482-1795-3. pp. 25–26 incl. picture of the daily report of the Supreme High Command of the German Army
21. ↑  Marino، James (3 أكتوبر 2016). "Taking Hill 400: Army Rangers vs Fallschirmjägers". Warfare History. مؤرشف من الأصل في 2019-10-27. اطلع عليه بتاريخ 2017-04-19.
22. ↑  Miller، Edward G (نوفمبر 1996). "Desperate Hours at Kesternich". World War II Magazine. مؤرشف من الأصل في 2020-11-30. اطلع عليه بتاريخ 2018-07-24.
23. ↑  Miller (1995) p. 1
24. ↑  Cole، Hugh M. (1965). The Ardennes: Battle of the Bulge (ط. LC: 65-60001). Washington, D.C.: Office of the Chief of Military History Department of the Army. ص. 86.
25. ↑  Cole، Hugh M. (1965). The Ardennes: Battle of the Bulge (ط. LC, 65-60001). Washington, D.C.: Department of the Army, Office of the Chief of Military History. ص. 651.

1. ↑  The figure of 33,000 includes 9,000 friendly fire and non-combat casualties during the battle
2. ↑  The figure includes losses from entire battle, 9 September to 17 February